# Auguste Baudin
Pour les articles homonymes, voir Baudin.
Auguste Laurent François Baudin, né à Hoogstraten (Belgique) le 21 novembre 1800 et mort à Douai le 1er août 1877, est un contre-amiral et gouverneur colonial français.

## Éléments biographiques
Neveu de l'amiral François-André Baudin, il fait à son exemple carrière dans la marine. Enrôlé comme volontaire en 1817, il est successivement promu élève de la marine en 1819, enseigne de vaisseau en 1822, lieutenant de vaisseau en 1829, capitaine de corvette en 1841, capitaine de vaisseau en 1846 et enfin contre-amiral en 1855.
En tant qu'officier de marine, il accomplit l'essentiel de sa carrière dans les colonies. Il est nommé gouverneur du Sénégal par ordonnance du 10 octobre 1847 et prend ses fonctions au début de décembre. Il annonce la proclamation de la Deuxième République dans la colonie mais est remplacé par un arrêté du 17 mars 1848 qui lui donne pour nouvelle fonction le commandement de la station navale des côtes occidentales d'Afrique. Ce n'est donc pas lui mais son successeur par intérim, le chef de bataillon Bertin-Duchateau, qui proclame au Sénégal l'abolition de l'esclavage décrétée le 27 avril 1848. Le capitaine de vaisseau Baudin est rappelé au poste de gouverneur du Sénégal le 23 novembre 1848 et y demeure jusqu'en août 1850.
Il devient ensuite gouverneur et commandant en chef de la division navale de la Guyane de 1855 à 1859, et enfin commandant de la Marine en Algérie de 1860 à 1862.
Il est créé grand officier de la Légion d'honneur le 19 septembre 1860.

## Distinctions
- Grand officier de la Légion d'honneur (1860)

## Sources
- Dossier militaire au SHD : Cote S.H.A.M. CC7 ALPHA 125.
- Dossier de Légion d'honneur du contre-amiral Auguste Baudin sur le site Leonore.
- Christian Schefer, Instructions générales données de 1763 à 1870 aux gouverneurs et ordonnateurs des établissements français en Afrique Occidentale. Tome II : 1831-1870, Société française d'histoire des outre-mers, 1927, 700 p.
- Oruno D. Lara : Suffrage universel et colonisation, 1848-1852, L'Harmattan, 2007.